# Evropsko prvenstvo v hokeju na ledu 1922
Evropsko prvenstvo v hokeju na ledu 1922 je bilo šesto Evropsko prvenstvo v hokeju na ledu, ki se je odvijalo med 14. in 16. februarjem 1922 v St. Moritzu, Švica. V konkurenci treh reprezentanc, je zlato medaljo osvojila češkoslovaška reprezentanca, srebrno švedska, bronasto pa švicarska.

## Dobitniki medalj
| Zlato | Srebro | Bron |
| ČeškoslovaškaJaroslav Pospíšil Jaroslav Řezáč Karel Pešek Otakar Vindyš Jan Hamáček Josef Šroubek Jaroslav Jirkovský Vilém Loos Karel Hartmann Josef Maleček Miloslav Fleischmann | ŠvedskaEinar Olsson Carl Josefsson Einar Lundell Einar Svensson Erik Burman Georg Brandius Birger Holmqvist Nils Molander Ragnar Tidqvist Rudolf Kock Gunnar Galin | ŠvicaGiannin Andreossi Murezzan Andreossi Zacharias Andreossi Maurice Zaccard Hans Koch Jaques Mottier Michel Savoie Jean Unger Walter von Siebenthal |

## Tekme
| 14. februar 1922 | Švica | 1:8 | Češkoslovaška | St. Moritz, Švica |

| Poročilo tekme      | Poročilo tekme | Poročilo tekme | Poročilo tekme | Poročilo tekme |
| ------------------- | -------------- | -------------- | -------------- | -------------- |
| Začetek: ni podatka |                |                |                |                |

| 15. februar 1922 | Švica | 0:7 | Švedska | St. Moritz, Švica |

| Poročilo tekme      | Poročilo tekme | Poročilo tekme | Poročilo tekme | Poročilo tekme |
| ------------------- | -------------- | -------------- | -------------- | -------------- |
| Začetek: ni podatka |                |                |                |                |

| 16. februar 1922 | Češkoslovaška | 3:2 | Švedska | St. Moritz, Švica |

| Poročilo tekme      | Poročilo tekme | Poročilo tekme | Poročilo tekme | Poročilo tekme |
| ------------------- | -------------- | -------------- | -------------- | -------------- |
| Začetek: ni podatka |                |                |                |                |

### Končni vrstni red
OT-odigrane tekme, z-zmage, n-neodločeni izidi, P-porazi, DG-doseženo goli, PG-prejeti goli, GR-gol razlika, T-točke.
| #  | Reprezentanca | OT | Z | N | P | DG | PG | GR  | T |
| -- | ------------- | -- | - | - | - | -- | -- | --- | - |
| 1. | Češkoslovaška | 2  | 2 | 0 | 0 | 11 | 3  | +8  | 4 |
| 2. | Švedska       | 2  | 1 | 0 | 1 | 9  | 3  | +6  | 2 |
| 3. | Švica         | 2  | 0 | 0 | 2 | 1  | 15 | -14 | 0 |

Najboljši strelec
- Jaroslav Jirkovský, 6 golov